# خاردرن
خاردرن (به هلندی: Garderen) یک منطقهٔ مسکونی در هلند است که در بارنه‌فلد واقع شده‌است. خاردرن ۱٬۹۹۴ نفر جمعیت دارد.